# Vicente Mejía Colindres
Vicente Mejía Colindres, né le 6 avril 1878 à La Esperanza et mort le 24 août 1966 à Tegucigalpa, est un homme d'État hondurien. Il est président du Honduras à deux reprises, du 16 septembre au 5 octobre 1919 et du 1er février 1929 au 1er février 1933.